# Molly Holly
Noreen "Nora" Kristina Greenwald (Forest Lake, Minnesota, 7 de setembro de 1977) é uma ex-lutadora de wrestling profissional norte-americana mais conhecida pelo ring name Molly Holly. Nora ficou conhecida por suas passagens na World Championship Wrestling e WWE. Junto com Trish Stratus, Cynthia Lynch e Terri Runnels é uma das quatro mulheres que venceu o WWE Hardcore Championship.

## World Championship Wrestling 1999 a 2000
Nora fez sua estréia na WCW em 1999 com valet de Randy Savage. Na WCW teve feuds com Brandi Alexander e Little Jeanie.

## World Wrestling Entertainment 2000 a 2005
Na WWE fez sua estréia em agosto de 2000 com o ring name de Molly Holly. Estabeleceu grandes feuds tanto com lutadores como com lutadoras, podem se destacar as com The Dudley Boyz, Crash Holly, Trish Stratus, Lita e Victoria. Na WWE foi duas vezes WWE Women's Champion e uma vez WWE Hardcore Champion. Em 12 de abril de 2005 pediu demissão da WWE.

## Circuito independente
Após sua saída da WWE Nora participou do circuito independente de wrestling nos Estados Unidos.

## No wrestling
- Finishing moves
  - Molly–Go–Round – Inovação
  - Twin City Twister (Deathlock surfboard, sometimes into a pin) – WCW
  - Victory roll – Circuito independente
  - Signature moves
- Backbreaker
- Baseball slide
- Bow and arrow stretch
- Diving crossbody
- Double axe handle
- Elbow drop
- Frankensteiner
- Fireman's carry drop
- Fujiwara armbar
- Grounded spinning arm wringer
- Handspring back elbow smash
- Headscissors takedown
- Indian deathlock
- Missile dropkick
- Modified seated chinlock
- Multiple suplex variations

o Double wrist–lock bridging Northern Lights
o Gutwrench
o Snap
- Rolling neck snap
- Shoulderbreaker – 2003
- Sitout powerbomb
- Swinging neckbreaker
  - Wrestlers manager

| - Spike Dudley - Hardcore Holly - Gail Kim | - The Hurricane - Crash Holly - William Regal |

## Campeonatos e prêmios
- New Dimension Wrestling
  - NDW Women's Championship (1 vez)
- World Professional Wrestling Federation
  - WPWF Women's Championship (1 vez)
- World Wrestling Federation/World Wrestling Entertainment
  - WWF Hardcore Championship (1 vez)
  - WWE Women's Championship (2 vezes)